# Saad Aït Khorsa
Saad Ait Khorsa, né le 3 janvier 1994 à Safi, est un footballeur marocain évoluant au poste de latéral gauche au FUS Rabat.

## Biographie
En 2015, Saad Aït Khorsa participe au Festival international espoirs – Tournoi Maurice-Revello avec le Maroc, qui se déroule en Provence-Alpes-Côte d'Azur. Le Maroc s’incline en finale du Tournoi contre la France sur le score de 3-1.

## Palmarès
- Finaliste du Tournoi de Toulon 2015 avec le Maroc
- Finaliste de la Coupe du Maroc en 2016 avec l'Olympique de Safi